# 6 de Setembro
Le Desportivo 6 de Setembro est un club de football santoméen basé à São Tomé (île de São Tomé).

## Palmarès
- Championnat de Sao Tomé-et-Principe :
  - Champion (1) : 1988

- Championnat de São Tomé :
  - Champion (1) : 1988

- Coupe de Sao Tomé-et-Principe :
  - Vainqueur (2) : 1988, 2010
  - Finaliste (1) : 1990